# Велика награда Белгије 2008.
Велика награда Белгије 2008. године је била трка у светском шампионату Формуле 1 2008. године која се одржала на аутомобилској стази у Белгији, 7. септембра 2008. године.
Победник је био Фелипе Маса, другопласирани ник Хајдфелд, док је трку као трећепласирани завршио Луис Хамилтон.